# Samuele Dalla Bona
Samuele Dalla Bona (San Donà di Piave, Venecia, Italia, 6 de febrero de 1981) es un exfutbolista italiano. Se desempeñaba como centrocampista.

## Trayectoria
Dalla Bona creció en la cantera del Atalanta de Bérgamo. En octubre de 1998, con sólo 17 años de edad, fue comprado por el Chelsea inglés; en la temporada 1999/2000 se incorporó al primer equipo.
Tras 73 partidos oficiales y 6 goles con el club de Londres, en 2002 volvió a Italia, firmando con el Milan. Sin embargo durante la temporada 2002/03 jugó solo 4 partidos con el club milanés, en competencia con mediocampistas como Gennaro Gattuso, Clarence Seedorf y Andrea Pirlo, así que los años siguientes fue cedido a préstamo a varios equipos: Bologna, Lecce y Sampdoria.
El 10 de julio de 2006 firmó un contrato de cuatro años con el SSC Napoli. Durante su primera temporada con el conjunto partenopeo jugó 32 partidos y marcó 3 goles (a los que se suman 5 partidos y 1 gol en Copa de Italia). Sin embargo en las dos temporadas siguientes jugó muy poco, así que en el mercado de fichajes del año 2009 decidió rescindir su contrato con el Napoli y quedar libre; pero, no encontrando un nuevo equipo, el 1 de julio del mismo año volvió a Nápoles. El 7 de julio fue cedido a préstamo al Iraklis griego, donde jugó solo 2 partidos. El 1 de febrero de 2010 fue cedido al Hellas Verona, en tercera división italiana.
El 31 de agosto fue cedido a préstamo, con opción de compra, al Atalanta, el club de sus años juveniles. Un año después rescindió el contrato con el Napoli y fichó libre por el Mantova, equipo de cuarta división italiana, donde concluyó su carrera.

## Selección nacional
Dalla Bona ha disputado varios partidos con las Selecciones Juveniles de Italia: 27 entre Sub-15 y 16 (con 9 goles), 10 con la Sub-18 (2 goles) y 9 con la Sub-21.

## Clubes
| Club                      | País       | Año         | Partidos | Goles |
| ------------------------- | ---------- | ----------- | -------- | ----- |
| Chelsea FC                | Inglaterra | 1999 - 2002 | 61       | 6     |
| AC Milan                  | Italia     | 2002 - 2006 | 16       | 1     |
| Bologna FC (cedido)       | Italia     | 2003 - 2004 | 22       | 3     |
| US Lecce (cedido)         | Italia     | 2004 - 2005 | 39       | 7     |
| UC Sampdoria (cedido)     | Italia     | 2005 - 2006 | 38       | 0     |
| SSC Napoli                | Italia     | 2006 - 2009 | 43       | 5     |
| Iraklis FC (cedido)       | Grecia     | 2009 - 2010 | 3        | 0     |
| Hellas Verona FC (cedido) | Italia     | 2010        | 4        | 1     |
| Atalanta BC (cedido)      | Italia     | 2010 - 2011 | 1        | 0     |
| Mantova FC                | Italia     | 2011 - 2012 | 8        | 0     |

## Palmarés

### Campeonatos nacionales
| Título         | Club     | País   | Año         |
| -------------- | -------- | ------ | ----------- |
| Copa de Italia | AC Milan | Italia | 2002 - 2003 |

### Copas internacionales
| Título                       | Club     | País   | Año         |
| ---------------------------- | -------- | ------ | ----------- |
| Liga de Campeones de la UEFA | AC Milan | Italia | 2002 - 2003 |